# Jerzy Gościk
Jerzy Gościk (n. 24 februarie 1934, Bielewicze⁠(d), Białystok County⁠(d), Podlasia, Polonia – d. 4 iulie 2003, Varșovia, Polonia) a fost un operator de film polonez.

## Biografie
S-a născut pe 24 februarie 1934 în satul Bielewicze. A fost admis în 1953 la cursurile secției de organizarea producției de film și televiziune a Școlii Naționale de Film, Televiziune și Teatru „Leon Schiller” de la Łódź, dar, cu toate acestea, a plecat în septembrie 1954 la Moscova pentru a urma studii de operatorie film la Institutul de Stat pentru Cinematografie (VGIK), pe care le-a absolvit în 1959.
Începând din 1960 a lucrat ca operator de film, fiind director de imagine a peste 150 de filme documentare și a peste 30 de lungmetraje artistice și seriale de televiziune. A colaborat mulți ani cu regizorul Jerzy Hoffman, cu care a realizat filmele Do krwi ostatniej... (1978), Vraciul (1982), Wedle wyroków twoich... (1984), Piękna nieznajoma (1992), Ogniem i mieczem (2000) și Starą baśń. Kiedy słońce było bogiem (2003). A mai lucrat la filme poloneze cunoscute precum Salvați orașul (1976), Akcja pod Arsenałem (1977) și Karate po polsku (1982).
A fost căsătorit cu regizoarea Wiesława Zębala-Gościk, cu care a avut doi copii: redactoarea TV Beata Gościk și operatorul de film Michał Gościk.
A murit pe 4 iulie 2003 la Varșovia și a fost înmormântat în cimitirul parohial din Varșovia-Pyry de pe ul. Farbiarska.

## Filmografie (selecție)
- 1960 – Na straży granic
- 1961 – Ziemia i węgiel
- 1965 – Ab urbe condita
- 1968 – 90 dni w roku
- 1972 – Czas żywych
- 1976 – Salvați orașul
- 1977 – Akcja pod Arsenałem
- 1978 – Do krwi ostatniej...
- 1982 – Vraciul
- 1982 – Karate po polsku
- 1984 – Wedle wyroków twoich...
- 1987 – Rzeka kłamstwa
- 1992 – Piękna nieznajoma
- 1993 – Czterdziestolatek. 20 lat później
- 1995 – Sukces
- 1996 – Dom
- 2000 – Ogniem i mieczem
- 2001 – Jeniec: Tak daleko jak nogi poniosą
- 2003 – Stara baśń. Kiedy słońce było bogiem

## Premii
- Premiul Calul de Bronz pentru cel mai bun film documentar la Festivalul de Film de la Cracovia pentru 90 dni w roku (1968)[3]
- Premiul ministrului apărării naționale cl. I pentru Do krwi ostatniej... (1978)[3]